# Hebräerevangelium
Das Hebräerevangelium (altgriechisch καθ᾿ Ήβραίους, lateinisch secundum Hebraeos) ist ein apokryphes Evangelium, das nicht in den Kanon der Bibel aufgenommen wurde. Nach Angaben von Kirchenvätern fand es bei Judenchristen im griechischen Sprachraum im 2. und 3. Jahrhundert Verwendung. 
Die Forschung ist sich nicht einig, ob das Hebräer-, das Ebioniter- und das Nazaräerevangelium drei Synonyme für ein und dieselbe Schrift sind, oder ob es sich um verschiedene Schriften handelt. Eine Abgrenzung gegen das Ebioniter- und das Nazaräerevangelium, die teilweise ebenfalls als Hebräerevangelium bezeichnet wurden, wird dabei z. B. von Vielhauer und Wilson durchgeführt. Die Rekonstruktion des Textes ist über die Zitate bei den frühkirchlichen Schriftstellern Clemens von Alexandria, Origenes, Papias und Hegesippus u. a. nur fragmentarisch möglich.
Das Evangelium wurde nach Angaben des Kirchenvaters Hieronymus von „Nazarenern“ gebraucht. Es hatte folgende Merkmale: Es war aramäisch verfasst, stand dem Matthäusevangelium nahe und trug den Titel Evangelium nach den Hebräern.
Der erhaltene Text wird der literarischen Gattung nach als ein narratives Evangelium wie die kanonischen Evangelien eingestuft und behandelt die Zeit von der Taufe bis zu den Ostererscheinungen. Es enthält sowohl Sprüche als auch erzählende Stücke. Die Überlieferungsstücke sind sehr eigenständig und keine Fortbildungen der kanonischen Evangelien, trotzdem sind die Texte sekundär gegenüber Paulus und den Synoptikern.
Jakobus, der Bruder des Herrn hat eine zentrale Bedeutung und steht vor Petrus.
Das Werk wurde früh in Ägypten rezipiert und anerkannt, somit stammt es möglicherweise aus dem alexandrinischen Judenchristentum, jedoch ist eine Anknüpfung an die Tradition in Palästina anzunehmen. Die Verfassungszeit ist sehr schwierig zu bestimmen: Terminus ad quem ist ein Zitat bei Clemens, Terminus a quo ist das Martyrium des Herrenbruders Jakobus. Insgesamt erscheint eine Abfassung in Ägypten in der 1. Hälfte des 2. Jh. wahrscheinlich, genaueres ist aber wegen der fragmentarischen Überlieferung nicht herauszufinden. 
Der Theologe Klaus Berger datiert den Ursprung des Werkes auf ungefähr das Jahr 140 n. Chr.